# Lega B 2013 (football americano)
La Lega B 2013 è stata la 22ª edizione del campionato di football americano di secondo livello, organizzato dalla SAFV.

## Squadre partecipanti
| Club                | Città   | Stadio          | Sponsor ufficiale | Risultato nella stagione 2012 |
| ------------------- | ------- | --------------- | ----------------- | ----------------------------- |
| Basel Meanmachine   | Basilea |                 |                   | Primo posto in Lega B         |
| Geneva Seahawks     | Ginevra |                 |                   | Quinto posto in Lega B        |
| Lausanne LUCAF Owls | Losanna |                 |                   | Secondo posto in Lega B       |
| Luzern Lions        | Lucerna | Stadion Allmend |                   | Terzo posto in Lega B         |
| Thun Tigers         | Thun    | Stadion Lachen  |                   | Quarto posto in Lega B        |

## Stagione regolare

### Calendario

#### 1ª giornata
| Chavannes-près-Renens 24 marzo 2013, ore 14:00 CEST | Lausanne LUCAF Owls | 7 – 14 | Geneva Seahawks | Centro sportivo |

#### 2ª giornata
| Thun 20 maggio 2013, ore 14:00 CEST | Thun Tigers | 7 – 21 | Lausanne LUCAF Owls | Stadion Lachen |

#### 3ª giornata
| Thun 7 aprile 2013, ore 14:00 CEST | Thun Tigers | 20 – 6 | Basel Meanmachine | Stadion Lachen |

| Ginevra 7 aprile 2013, ore 14:00 CEST | Geneva Seahawks | 18 – 8 | Luzern Lions | Centro sportivo di Vessy |

#### 4ª giornata
| Lucerna 14 aprile 2013, ore 18:00 CEST | Luzern Lions | 6 – 17 | Lausanne LUCAF Owls | Stadion Allmend |

| Ginevra 14 aprile 2013, ore 18:00 CEST | Geneva Seahawks | 29 – 21 | Thun Tigers | Centro sportivo di Vessy |

#### 5ª giornata
| Basilea 21 aprile 2013, ore 14:00 CEST | Basel Meanmachine | 6 – 41 | Lausanne LUCAF Owls | Pruntrutermatte |

| Lucerna 20 maggio 2013, ore 14:00 CEST | Luzern Lions | 8 – 10 | Geneva Seahawks | Stadion Allmend |

#### 6ª giornata
| Chavannes-près-Renens 28 aprile 2013, ore 14:00 CEST | Lausanne LUCAF Owls | 14 – 6 | Basel Meanmachine | Centro sportivo |

#### 7ª giornata
| Thun 5 maggio 2013, ore 14:00 CEST | Thun Tigers | 28 – 0 | Geneva Seahawks | Stadion Lachen |

| Basilea 29 giugno 2013, ore 14:00 CEST | Basel Meanmachine | 13 – 35 | Luzern Lions | Pruntrutermatte |

#### 8ª giornata
| Chavannes-près-Renens 12 maggio 2013, ore 14:00 CEST | Lausanne LUCAF Owls | 21 – 0 | Luzern Lions | Centro sportivo |

#### 9ª giornata
| Lucerna 22 giugno 2013, ore 18:00 CEST | Luzern Lions | 22 – 23 | Thun Tigers | Stadion Allmend |

#### 10ª giornata
| Ginevra 2 giugno 2013, ore 14:00 CEST | Geneva Seahawks | 22 – 10 | Lausanne LUCAF Owls | Centro sportivo di Vessy |

| Basilea 19 giugno 2013, ore 19:00 CEST | Basel Meanmachine | 0 – 28 | Thun Tigers | Pruntrutermatte |

#### 11ª giornata
| Chavannes-près-Renens 9 giugno 2013, ore 14:00 CEST | Lausanne LUCAF Owls | 52 – 13 | Thun Tigers | Centro sportivo |

| Lucerna 9 giugno 2013, ore 14:00 CEST | Luzern Lions | 53 – 6 | Basel Meanmachine | Stadio di atletica leggera Allemend |

#### 12ª giornata
| Thun 15 giugno 2013, ore 18:00 CEST | Thun Tigers | 27 – 19 | Luzern Lions | Stadion Lachen |

| Basilea 16 giugno 2013, ore 14:00 CEST | Basel Meanmachine | 0 – 45 | Geneva Seahawks | Pruntrutermatte |

#### 13ª giornata
| Ginevra 23 giugno 2013, ore 14:00 CEST | Geneva Seahawks | 50 – 0 d.g.s. | Basel Meanmachine | Centro sportivo di Vessy |

### Classifica
La classifica della regular season è la seguente:
- PCT = percentuale di vittorie, G = partite giocate, V = partite vinte, P = partite perse, PF = punti fatti, PS = punti subiti
- La prima classificata sfida l'ultima della LNA per la partecipazione alla LNA 2014 (verde)
- L'ultima classificata sfida la vincente della Lega C per la partecipazione alla Lega B 2014 (giallo)

| Pos. | Squadra             | PCT  | G | V | P | PF  | PS  |
| ---- | ------------------- | ---- | - | - | - | --- | --- |
| 1    | Geneva Seahawks     | .875 | 8 | 7 | 1 | 188 | 82  |
| 2    | Lausanne LUCAF Owls | .750 | 8 | 6 | 2 | 183 | 74  |
| 3    | Thun Tigers         | .625 | 8 | 5 | 3 | 167 | 149 |
| 4    | Luzern Lions        | .250 | 8 | 2 | 6 | 151 | 135 |
| 5    | Basel Meanmachine   | .000 | 8 | 0 | 8 | 37  | 286 |

## Playoff e playout

### Playoff
L'incontro non è stato disputato e sono stati promossi in LNA i  Lausanne LUCAF Owls.
| 6 luglio 2013 | Bienna Jets | n.d. – n.d. | Geneva Seahawks |  |

### Playout
| Lugano 6 luglio 2013 | Lugano Lakers | 31 – 0 | Basel Meanmachine |  |

## Verdetti
- Lausanne LUCAF Owls promossi in LNA 2014
- Basel Meanmachine relegati in Lega C 2014 (poi ripescati a completamento organico)